# Кукшуми
Кукшу́ми (рос. Кукшумы, чув. Кăкшăм) — присілок у Чувашії Російської Федерації, центр Кукшумського сільського поселення Ядринського району.
Населення — 514 осіб (2010; 608 в 2002, 711 в 1979, 708 в 1939, 698 в 1926, 563 в 1897, 391 в 1858).

## Історія
Засновано 19 століття як околоток присілка Байбахтіна (нині не існує). До 1866 року селяни мали статус державних, займались землеробством, тваринництвом. У 1920-ті роки діяли базар, різні майстерні, початкова школа. 1931 року утворено колгосп «імені Ілліча». До 1927 року присілок входив до складу Балдаєвської волості Ядринського повіту, з переходом на райони 1927 року — у складі Ядринського району.

## Господарство
У присілку працюють школа, дитячий садок, фельдшерсько-акушерський пункт, клуб, бібліотека, 3 спортивних майданчики, пошта та відділення банку, 2 магазини, їдальня, музей.